# Xiphosomella nigroornata
Xiphosomella nigroornata är en stekelart som först beskrevs av Cameron 1908.  Xiphosomella nigroornata ingår i släktet Xiphosomella och familjen brokparasitsteklar. Inga underarter finns listade i Catalogue of Life.